# 王國訓
王國訓（？—1635年），字振之，號宸翰，山西承宣布政使司平陽府解州（今山西省運城縣）人，明末政治人物，同進士出身。

## 生平
萬曆四十六年（1618年）戊午科第五十九名舉人，天啟二年（1622年）壬戌科会试三百六十四名，三甲一百十九名進士，户部观政，本年授山东金鄉縣知县，三年调壽張縣知县，四年本省同考，六年调滋陽縣，丁忧归。崇祯二年补武清縣知縣，因為性情剛直，所以很久不得升遷。崇禎六年补陕西扶风县，八年，因抵禦民亂，與主簿夏建忠、典史陳紹南、教諭張弘綱、訓導陳繻嬰城固守。兩個月后因外援不至，城陷，不屈而亡。贈光祿少卿。

## 延伸阅读
[在维基数据编辑]
 《明史卷二百九十二》，出自《明史》